# あやしいわーるど@上海
あやしいわーるど＠上海（あやしいわーるどアットシャンハイ）とは、あやしいわーるど電子掲示板群の内の一つであり、通称「上海」と呼ばれる。

## 概要
主な参加者（以下「住人」という。）の年齢層は30代から50代。2005年3月に閉鎖された「あやしいわーるど@みらい」の後継掲示板のひとつとして誕生した。当初の名称は「あやしいわーるど@qwerty」。
アニメ、美少女ゲーム、声優の話題を中心に展開される。近年社会問題化される引きこもりやニート、無職などの受け皿と揶揄されると同時に、住人自身も自虐的にそう表現することがある。
その一方、有職者も数多く存在し、その多くはプログラマやシステムエンジニアなどIT産業に従事しており、同時にコンテンツホルダーが多い事からプログラミング・設計・資格に関する話題も盛り上がる。
さらに個人投資を行っている住人も居る事からデイタイムは投資・ファンドに関する話題も盛んに行われている。
2008年4月1日、突如板の名称が「あやしいわーるど@qwerty」から「あやしいわーるど＠上海」に変更された。当初はエイプリルフール限定のものと思われたが、その後も2010年8月まで上海のまま継続していた。
さらに2010年8月21日、板の名称を賭けた将棋で管理人が敗北し、名称が「あやしいわーるど＠ちんちんシュッシュブリザード」に変更された。
今後も「板の名称を賭けた将棋」は続けられる予定(管理人が明言している)らしく、管理人が勝利した場合は再度＠上海に戻ることになっている。
2016年12月24日、24時ちょうどをもって閉鎖した。最後の投稿は「飴玉は幸せの味がするのです。」とみられる。

## 運営方針
他の掲示板より顕著な特色は、2ちゃんねるなどの他文化への(名目的な)拒絶反応である。例えば、よく2ちゃんねるで利用されたり、管理人が好ましくないと思われる単語を含む書き込みをブロックする機能を持つ、TPOと呼ばれるシステムが実装されていたり、一部のユーザーは他所のサイトからの転載と見受けられる唐突な長文やその場の空気から反れた投稿があると、Googleなどの検索エンジンでその投稿の文字列を検索し、それが2ちゃんねるなどからの転載かどうかを確認してからレスに及ぶなど、ユーザーの行為は入念である。

## 文化・話題の傾向
上海では話題の大半がアニメ・美少女ゲーム・声優に関するものであり、アニメのテレビ放送が始まると盛り上がる。これを「ホーダイ」と呼ぶ。
この場合掲示板は前述のホーダイと呼ばれる状態になり、各々がその番組の展開について思い思いに綴る状況が番組終了まで続くことがある。

## 住人像
オタクあるいはナードと通称される参加者が多く、前述の通りアニメ・声優・ゲームはもちろんだが「いかに自分が自堕落な生活をおくっているか」ということをアピールし、これを競い合う奇妙な光景が頻繁に見られる。
またアニメキャラクターありきの品の無い妄想（排泄物に関する話題や、足コキなど性癖に関する話題）も多く、その表現方法は低俗そのものであり、特に排泄物に関しては「うんこ」「しっこ」等小学生レベルの書き込みである。
それ以外では、数は少ないものの有職者によるプログラミング・設計・資格に関する事項でも話題が振られる事はあるが、ほとんどはアマチュアや聞きかじりあったりする事から信憑性は低い。また書き込みも長続きしない。
またこれはあやしいわーるど、特にリバース系で顕著であるが他文化への排他的行動を持っている。
参加者の多くは掲示板の文化を尊重したいため、他の掲示板の文化を持ち込む事を嫌う。ただ一方では実社会や潮流から取り残されている事へのただの反発との批判もある。